# Kháng nguyên
Kháng nguyên là phân tử kích thích đáp ứng miễn dịch của cơ thể, đặc biệt là sản xuất kháng thể. Thông thường kháng nguyên là một protein hay một polysaccharide, nhưng nó cũng có thể là bất cứ loại phân tử nào, mang các phân tử hapten nhỏ và gắn với một protein chuyên chở.

## Các loại kháng nguyên
- Miễn dịch nguyên - kháng nguyên loại này kích thích đáp ứng miễn dịch khi được đưa vào trong cơ thể. Miễn dịch nguyên luôn luôn là một đại phân tử (protein, polysaccharide). Khả năng kích thích đáp ứng miễn dịch của nó phụ thuộc vào tính lạ đối với vật chủ, kích thước phân tử, thành phần hoá học và tính không đồng nhất (thí dụ như phân tử protein chứa nhiều loại amino acid khác nhau).
- Dung nạp nguyên - kháng nguyên loại này kích thích tình trạng không đáp ứng miễn dịch đặc hiệu, do hình dạng phân tử của nó. Khi thay đổi hình dạng, nó có thể trở thành miễn dịch nguyên.
- Dị ứng nguyên - đây là chất gây phản ứng dị ứng. Chúng có thể xâm nhập do được ăn, hít, tiêm vào cơ thể hoặc tiếp xúc với da.

Tế bào trình diện với kháng nguyên của chúng qua phân tử phù hợp mô. Các loại tế bào miễn dịch khác nhau có thể được hoạt hoá tuỳ thuộc vào kháng nguyên được trình diện và loại phân tử phù hợp mô.